# حمض التسقيط
حمض التسقيط أو حمض الأبسيسيك أو حامض أبسيسيك هو أحد الهرمونات النباتية. كان يعتقد أن حمض التسقيط مسؤول عن انفصال الأوراق والثمار في النباتات، ولكن تبين الآن أن هذا صحيح في بعض الحالات فقط. يلعب حمض التسقيط أيضا دوراً هاماً كناقل للإشارات بين أجزاء النبات المختلفة، وبالتالي تحديد استجابة النبات للإجهادات البيئية والمرضية المختلفة. تم التعرف على مكان صنع ومسار حمض التسقيط. ينتج حمض التسقيط من قبل بعض الفطور الممرضة للنبات بطريقة مختلفة عن طريقة تصنيعه في النبات.

## تأثيرات حمض التسقيط
1. يسرع دخول العضو في طور الشيخوخة ويؤدي إلى تساقط الأوراق والثمار وفقدان اليخضور.
2. يثبط نمو القمة النامية في بادرات النباتات النجيلية السويقة فوق الفلقتين في الشوفان وبادرات الأرز.
3. يحدث حمض التسقيط حالة سكون في بعض متساقطات الأوراق والنباتات الخشبية، كما يطيل سكون درنات البطاطا وبراعم الحمضيات ولكنه لا يستطيع منفرداً تنظيم السكون فهناك مواد آخرى مثل الفينولات كالنارنجين وغيره.
4. يمنع الإنبات إذا عوملت به البذرة بعد فترة التنضيد.
5. يمنع الإزهار في نباتات النهار الطويل منعا كاملا.
6. تؤدي المعاملة إلى زيادة محصول درنات البطاطا وربما يفسر ذلك على أساس تثبيط النمو الخضري.